# Шейк Тіоте
Шейк Ісмае́ль Тіоте́ (фр. Cheik Ismael Tioté; 21 червня 1986; Ямусукро, Кот-д'Івуар — 5 червня 2017, Пекін, КНР) — івуарійський футболіст, півзахисник. Тривалий час виступав за англійський «Ньюкасл Юнайтед» та збірну Кот-д'Івуару, у складі якої став переможцем Кубка африканських націй 2015.

## Досягнення
«Андерлехт»
- Чемпіон Бельгії: 2005–06, 2006–07
- Володар Суперкубка Бельгії: 2006, 2007

 «Твенте»
- Чемпіон Нідерландів: 2009–10
- Володар Суперкубка Нідерландів: 2010

 Кот-д'Івуар
- Володар Кубка африканських націй: 2015
- Срібний призер Кубка африканських націй: 2012

## Статистика
Дані станом на 26 березня 2009 р.
| Сезон   | Клуб        | Країна     | Ліга        | Матчі | Хвилини | Голи | Передачі |   |   |
| ------- | ----------- | ---------- | ----------- | ----- | ------- | ---- | -------- | - | - |
| 2005–06 | «Андерлехт» | Бельгія    | Ліга Жупіле | 2     | -       | 0    | -        | - | - |
| 2006–07 | «Андерлехт» | Бельгія    | Ліга Жупіле | 2     | -       | 0    | -        | - | - |
| 2007–08 | «Рода»      | Нідерланди | Ередивізі   | 26    | -       | 2    | -        | - | - |
| 2008–09 | «Твенте»    | Нідерланди | Ередивізі   | 23    | -       | 0    | -        | - | - |